# Аркёй
Аркёй (фр. Arcueil) — коммуна во Франции, в регионе Иль-де-Франс, департамент Валь-де-Марн.
Коммуна находится на расстоянии около 5.3 км на юг от центра Парижа.

Пересекается рекой Бьевр. Площадь составляет 233 га, в том числе 20 га зеленых насаждений. Коммуна более чем на 90 % урбанизирована и уже в 2010 году состояла на 45 % из социального жилья. Урбанизация происходила в разные периоды времени, что заметно в облике зданий, построенных в стилях различных эпох.

## История
Со времён старого порядка Аркёй состоял из двух частей, разъединённых акведуком. Деревня по ту сторону акведука называлась Кашан. В начале XX века муниципалитет получил двойное название Аркёй-Кашан, продержавшееся не более двадцати лет.
Пьер де Ронсар очень любил Аркёй, ставший его излюбленным местом для прогулок и отдыха. 
В 1768 году маркиз де Сад арендовал в Аркёе дом, в котором поселил соблазнённую им молодую женщину по имени Роза Келлер, над которой производил свои «эксперименты».

## Демография
Распределение населения коммуны Аркёй по возрасту (2006).

## Экономика

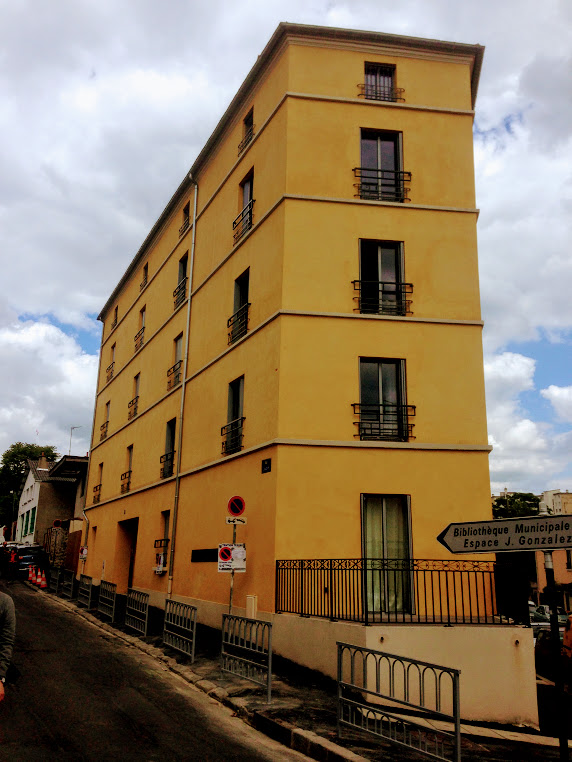
Дом «в четыре трубы», где жил Эрик Сати

В 2010 году средний доход жителей составил €28 673.
Функционирует два торговых центра, в одном из них гипермаркет Cora в качестве якорного арендатора.
Кинематографический комплекс «Мегарама» с шестью экранами.

## Люди
- Композитор Эрик Сати жил в Аркёе (тогда посёлок назывался Аркёй-Кашан) в период с 1898 по 1925 год, в том числе, и всё время войны. Отпевание состоялось в городской церкви Сен-Дени, а могила находится на муниципальном кладбище Аркёя[9].
- В Аркёе родился известный французский профсоюзный деятель и политик Раймон Ле Бурре.
- В Аркёе жил и умер известный парижский клошар Андре Салис по прозвищу Биби-ля-Пюре, друг Верлена, отец известного художника, основателя кабаре «Чёрный кот» Родольфа Салиса (Rodolphe Salis[фр.]). После смерти Биби-ля-Пюре в его освободившуюся комнату «дома в четыре дымохода» заселился Эрик Сати.